# Polti–Kometa
Polti–Kometa (codul echipei UCI: PTK) este o echipă ciclistă UCI ProTeam, înregistrată în Italia și cu sediul în Spania, care a fost înființată în 2018. Echipa a fost promovată de la nivelul UCI Continental în 2021.
Cu sediul în Pinto, Spania, și sponsorizată de Fundación Contador, condusă de Alberto Contador, a fost lansată în 2018 ca formație de tineret UCI Continental, susținând echipa Trek-Segafredo. În 2021, sub patronajul noului sponsor Eolo SpA, a dobândit licența UCI ProTeam, iar în 2024 a fost invitată pentru prima dată să participe în Turul Italiei.
Echipa folosește biciclete Aurum Magma echipate cu componente complete ENVE și seturi SRAM.

## Legături externe
- Site web oficial